# Orden des Totenkopfs

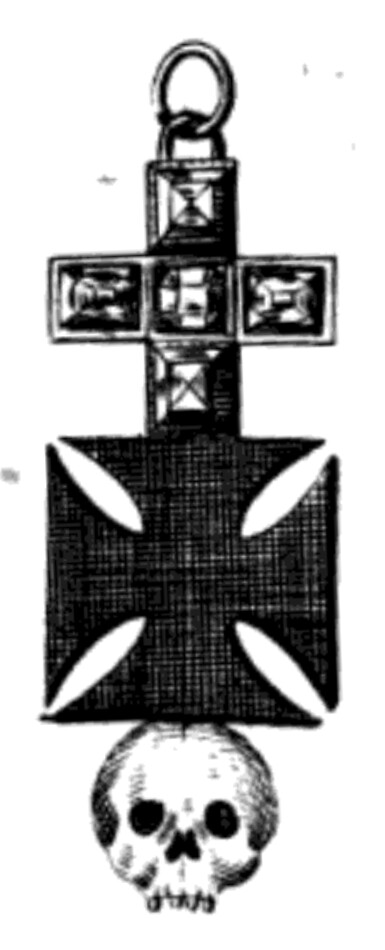
Orden des Totenkopfs

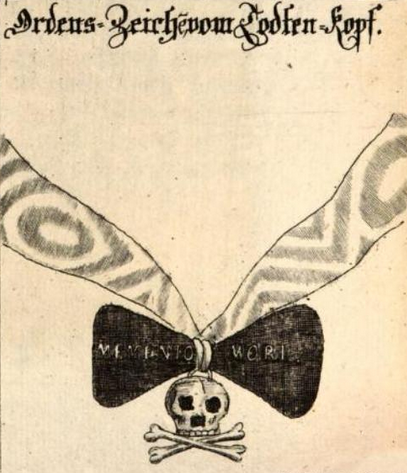
Zeichen des Ordens nach 1709

Der Orden des Totenkopfs (offiziell Herzoglich Württemberg-Oelssische Ritterorden vom Todtenkopf) war ein kurzlebiger Ritterorden im Herzogtum Oels in Niederschlesien, später ein Damenorden in der Niederlausitz. Zweck des Ordens war die Erinnerung an die Sterblichkeit, die Enthaltsamkeit und die Pflege adliger und ritterlicher Tugenden.

## Geschichte
Der Orden wurde vom ersten Oelser Herzog aus dem Haus Württemberg, Silvius Nimrod, und der zwei Jahre jüngeren Stiefmutter seiner Frau, Sophia Magdalena von Brieg, im Jahre 1652 gegründet. Stifter und Stifterin ernannten sich zu Großprior bzw. Großpriorin. Herzog Silvius Nimrod, der den schlesischen Mystiker Angelus Silesius als Leibarzt 1649 an seinen Hof berief, stand unter dem Einfluss der schlesischen Rosenkreuzer – eine Bewegung, deren Zentrum sich in Ludwigsdorf, dem Oels benachbarten Gut des Grafen Abraham von Franckenberg befand. Die Ritter und Damen des neuen Ordens sollten sich der „Erforschung der Geheimnisse Gottes und der Natur“ widmen und „sich aller ungeziemenden Lust und Uppigkeit / es sey Panquetieren / Spielen / Tantzen [...] sich gäntzlich enteüssern“. Hier tat sich die verwitwete Herzogin Elisabeth Marie von Münsterberg-Oels (1625–1686) hervor.
Der Orden erlosch zunächst nach dem Tode Herzog Silvius Nimrods 1664, wurde aber 1709 durch seine Enkelin Luise Elisabeth von Württemberg-Oels, Witwe Herzog Philipps von Sachsen-Merseburg, in Forst (Lausitz) erneuert, diesmal als reiner Damenorden. Er erlosch endgültig im Laufe des 18. Jahrhunderts.

## Ordensdekoration
Die ursprüngliche Ordensdekoration war ein Fingerring an der linken Hand, an dem an einer schwarzen Schleife ein silberner oder weiß emaillierter Totenkopf getragen wurde.
Die Schleife des erneuerten Totenkopfes war aus schwarzer Email und trug die Inschrift  memento mori. Getragen wurde es an einem weißen Ordensband.